# Швеція на літніх Олімпійських іграх 1952
Швеція на літніх Олімпійських іграх 1952 взяла участь удванадцяте. Її представляли 206 спортсменів у 17 видах спорту, які завоювали 35 нагород (12 золотих, 13 срібних та 10 бронзових). У загальнокомандному заліку посіла 4 місце.

## Медалісти
| Медаль | Спортсмен | Вид спорту                       | Дисципліна                                                                        |
| ------ | --- | -------------------------------- | --------------------------------------------------------------------------------- |
| Золото | Улле Андерберг | Вільна боротьба                  | Чоловіки, до 67 кг                                                                |
| Золото | Вікінг Пальм | Вільна боротьба                  | Чоловіки, до 87 кг                                                                |
| Золото | Аксель Гренберг | Греко-римська боротьба           | Чоловіки, до 79 кг                                                                |
| Золото | Вільям Торессон | Гімнастика                       | Чоловіки, вільні вправи                                                           |
| Золото | Карін Ліндберг Гун Рерінг Евю Берггрен Єта Петтерссон Анн-Софі Петтерссон Інгрід Сандаль Єрдіс Нордін Ваня Блумберг | Гімнастика                       | Жінки, групові вправи з предметом                                                 |
| Золото | Герт Фредрікссон | Веслування на байдарках та каное | Чоловіки, каное-одиночка, 1000 м                                                  |
| Золото | Йон Мікаельссон | Легка атлетика                   | Чоловіки, ходьба на 10 км                                                         |
| Золото | Ганс фон Бліксен-Фінеке                                                                                             | Кінний спорт                     | Кінне триборство, індивідуальна першість                                          |
| Золото | Ганс фон Бліксен-Фінеке Улоф Старе Фольке Фрелен                                                                    | Кінний спорт                     | Кінне триборство, командна першість                                               |
| Золото | Генрі Сент-Сюр | Кінний спорт                     | Виїждження, індивідуальна першість                                                |
| Золото | Генрі Сент-Сюр Густаф Адольф Больтенстерн Енелль Перссон                                                            | Кінний спорт                     | Виїждження, командна першість                                                     |
| Золото | Ларс Галль | Сучасне п'ятиборство             | Чоловіки, особиста першість                                                       |
| Срібло | Інгемар Юганссон | Бокс                             | Чоловіки, понад 81 кг                                                             |
| Срібло | Пер Берлін | Вільна боротьба                  | Чоловіки, до 73 кг                                                                |
| Срібло | Бертіль Антонссон                                                                                                   | Вільна боротьба                  | Чоловіки, понад 87 кг                                                             |
| Срібло | Густав Фрей | Греко-римська боротьба           | Чоловіки, до 67 кг                                                                |
| Срібло | Єста Андерссон | Греко-римська боротьба           | Чоловіки, до 73 кг                                                                |
| Срібло | Ларс Глассер Інгемар Гедберг                                                                                        | Веслування на байдарках та каное | Чоловіки, каное-двійка, 1000 м                                                    |
| Срібло | Герт Фредрікссон | Веслування на байдарках та каное | Чоловіки, каное-одиночка, 10000 м                                                 |
| Срібло | Гуннар Окерлунда Ганс Веттерстрем                                                                                   | Веслування на байдарках та каное | Чоловіки, каное-двійка, 10000 м                                                   |
| Срібло | Ерланд Альмквіст Пер Едда Сідні Больдт Крістмас                                                                     | Вітрильний спорт                 | Клас «Дракон»                                                                     |
| Срібло | Ларс Галль Торстен Ліндквіст Клас Егнелль                                                                           | Сучасне п'ятиборство             | Чоловіки, командна першість                                                       |
| Срібло | Кнут Гольмквіст | Стрільба                         | Чоловіки, треп                                                                    |
| Срібло | Пер Улоф Шельдберг                                                                                                  | Стрільба                         | Чоловіки, стрільба по рухомій мішені (подвійними та одиночними пострілами), 100 м |
| Срібло | Пер Карлесон Карл Форсселль Бенгт Юнгквіст Берндт-Отто Ребіндер Свен Фальман Леннарт Магнуссон                      | Фехтування                       | Чоловіки, шпага, командна першість                                                |
| Бронза | Стіг Шелін | Бокс                             | Чоловіки, до 75 кг                                                                |
| Бронза | Карл-Ерік Нільссон                                                                                                  | Греко-римська боротьба           | Чоловіки, до 87 кг                                                                |
| Бронза | Густав Янссон | Легка атлетика                   | Чоловіки, марафон                                                                 |
| Бронза | Рагнар Лундберг | Легка атлетика                   | Чоловіки, стрибки з жердиною                                                      |
| Бронза | Ріккардо Сарбей | Вітрильний спорт                 | Клас «Фінн»                                                                       |
| Бронза | Карл-Ерік Ульсон Фольке Васса Магнус Васса                                                                          | Вітрильний спорт                 | Клас «5,5 метрів»                                                                 |
| Бронза | Єран Ларссон | Плавання                         | Чоловіки, 100 м вільним стилем                                                    |
| Бронза | Пер-Улоф Естранд | Плавання                         | Чоловіки, 400 м вільним стилем                                                    |
| Бронза | Ганс Лільєдаль | Стрільба                         | чоловіки, треп                                                                    |
| Бронза | Збірна | Футбол                           | Чоловіки                                                                          |